# Kumotori
Kumotori (jap. 雲取山, -yama) je brdo u Japanu. 
Nalazi se na granici prefektura Tokio, Saitama i Yamanashi, te je ujednom i najzapanija točka tokioške prefekture. - visok je 2017 metra.

## Vanjske poveznice
- Stranica brdske kuće na Kumotoriju  Arhivirana inačica izvorne stranice od 10. veljače 2010. (Wayback Machine) (japanski)